# 王祐 (景泰進士)
王祐（1422年—？），字宗吉，直隸松江府華亭縣人，軍籍，明朝政治人物。進士出身。

## 生平
應天府鄉試第八名。景泰二年（1451年）辛未科會試第八十九名，殿試登進士第二甲第四名。

## 家族
曾祖父王子文。祖父王彥暉。父亲王璘。